# Lanzac
Lanzac ist eine französische Gemeinde mit 571 Einwohnern (Stand 1. Januar 2022) im Département Lot in der Region Okzitanien. Sie gehört zum Kanton Souillac und zum Arrondissement Gourdon.
Nachbargemeinden sind Pechs-de-l’Espérance im Nordwesten, Souillac im Norden, Pinsac im Osten, Loupiac im Süden, Nadaillac-de-Rouge im Südwesten und Le Roc im Westen.

## Weblinks

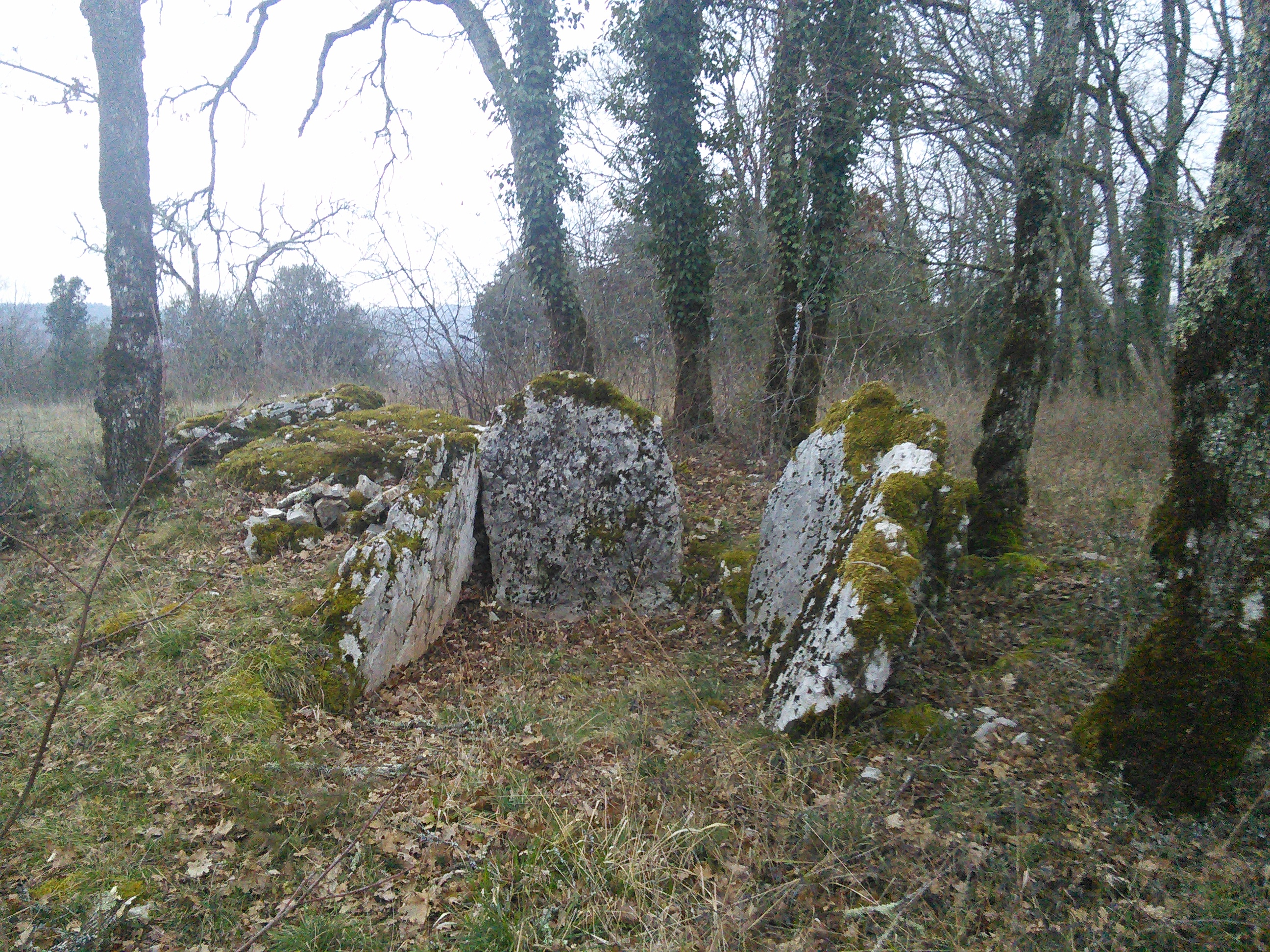
Dolmen de Cartayroux, auch Dolmen de Gimel

## Bevölkerungsentwicklung
| Jahr      | 1962 | 1968 | 1975 | 1982 | 1990 | 1999 | 2008 | 2018 |
| --------- | ---- | ---- | ---- | ---- | ---- | ---- | ---- | ---- |
| Einwohner | 338  | 335  | 345  | 449  | 505  | 484  | 567  | 586  |